# Sihor
Sihor là một thành phố và khu đô thị của quận Bhavnagar thuộc bang Gujarat, Ấn Độ.

## Địa lý
Sihor có vị trí 21°42′B 71°58′Đ / 21,7°B 71,97°Đ Nó có độ cao trung bình là 60 mét (196 feet).

## Nhân khẩu
Theo điều tra dân số năm 2001 của Ấn Độ, Sihor có dân số 46.943 người. Phái nam chiếm 53% tổng số dân và phái nữ chiếm 47%. Sihor có tỷ lệ 66% biết đọc biết viết, cao hơn tỷ lệ trung bình toàn quốc là 59,5%: tỷ lệ cho phái nam là 74%, và tỷ lệ cho phái nữ là 58%. Tại Sihor, 14% dân số nhỏ hơn 6 tuổi.